# Gabrielle Thomas
Gabrielle Lisa Thomas (født 7. december 1996) er en amerikansk atlet.
Hun repræsenterede USA ved sommer-OL 2020 i Tokyo, hvor hun tog sølv i 4×100 m stafet og bronze i 200 m.
Thomas blev verdensmester, da hun var på det amerikanske hold, der vandt 4×100 m stafet ved verdensmesterskaberne i atletik 2023 i Budapest. I samme mesterskab tog hun også sølv på 200 meter.